# Reiner Knizia
Reiner W. Knizia (tyskt uttal: [ˈʁaɪnɐ ˈknɪtsiə]), född 16 november 1957 i Illertissen, är en tysk konstruktör av brädspel och matematiker.
Knizia skapade sitt första spel vid åtta års ålder. 1985 startade han ett zine med titeln Postspillion, genom vilket han spred några av sina tidigaste spel. Sedan 1993 bor han i England, där han tidigare suttit i styrelsen för en internationell bank. Sedan 1997 har han arbetat på heltid med att konstruera brädspel.
Knizia har en master of science-examen från Syracuse University och disputerade 1986 vid Universitetet i Ulm. Avhandlingen handlar om flerdimensionella Perron-integraler.

## Ludografi (urval)
- (Do You Know) Shakespeare?
- Abandon Ship
- Age of War/Risk Express
- Amun-Re
- Amphipolis
- Auf Heller und Pfennig (på engelska: Kingdoms)
- Beowulf: The Legend
- Blue Moon/Blue Moon Legends
- Blue Moon City
- Clickbait
- Drachenhort
- Drahtseilakt (på engelska: Tightrope eller Relationship Tightrope)
- Einfach Genial (på engelska: Ingenious eller Mensa Connections)
- High Society
- Indigo
- Ivanhoe
- Keltis
- Lego Ramses Pyramid
- Loot
- Looting London
- Lord of the Rings: The Confrontation
- Lost Cities
- Medici
- Modern Art
- Orongo
- Pickomino/Heckmeck
- Prosperity
- Qin
- Quest for El Dorado
- Ra
- Sagan om ringen
- Samurai
- Schotten-Totten (på engelska: Battle Line)
- Star Trek: Expeditions
- Star Wars VII - Galaxy Rebellion
- Taj Mahal
- Through the Desert
- Tigris and Euphrates
- Tower of Babel
- Traumfabrik (på engelska: Dream Factory eller Hollywood Blockbuster)
- Vampire
- Wer war's? (på engelska: Who Was It?)